# Palác míru a harmonie
Palác míru a harmonie (kazašsky Бейбітшілік пен келісім сарайы) je 77 m vysoká pyramida v hlavním městě Kazachstánu Astaně, která příležitostně slouží různým účelům. Postavila ji firma Sembol Construction za 8,74 miliardy tenge (okolo 58 milionů USD), byla otevřena na konci roku 2006.
Pyramida byla postavena zejména pro Kongres představitelů světových a tradičních náboženství. Poskytuje prostor lidem nejrůznějšího vyznání, židům, muslimům, křesťanům, buddhistům, hinduistům, taoistům a vyznavačům dalších věrouk.
Je zde operní sál o třinácti stech místech, muzeum kultury, knihovna, studijní centrum kazachstánských etnických a geografických společenství. Různost sjednocuje čistá forma pyramidy vysoké 62 m o základně 62×62 m. Budova je koncipována coby globální centrum náboženského porozumění, zřeknutí se násilí a prosazování víry a rovnosti lidí.